# Armée de Carélie
L'armée de Carélie (en finnois : Karjalan armeija) est une armée finlandaise formée le 29 juin 1941, peu après le début de la guerre de Continuation.

## Organisation
L'armée est organisée en deux corps et un groupe distinct.
- VIIe corps (VIIe armeijakunta)
- VIe corps (VIe armeijakunta)
- Groupe Oinonen ou groupe O (Ryhmä Oinonen ou Ryhmä O)[1]